# Romaero
Koordináták: é. sz. 44° 29′ 39″, k. h. 26° 05′ 31″44.494167°N 26.091944°E
A Romaero, korábban Repülőeszköz-javító Vállalat, rövidítve IRMA (románul: Intreprinderea de Reparatii Material Aeronautic) román repülőgépgyár, mely repülőgép-alkatrészek és repülőgépek gyártásával, valamint nagyjavításával foglalkozik. A vállalat Bukarest északi részén, a Băneasa repülőtéren található.

## Története

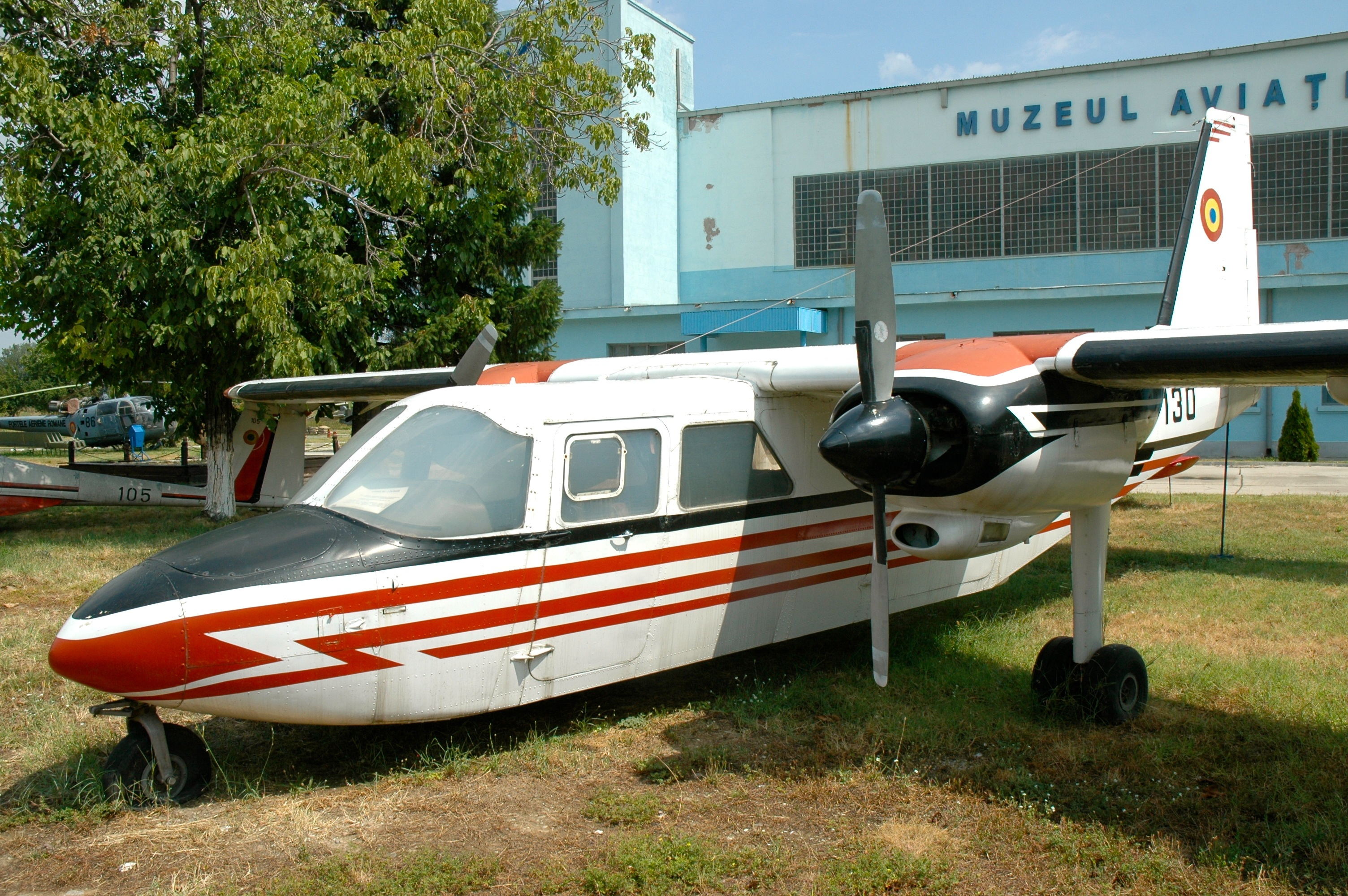
A Román Légierő által használt BN–2 Islander Bukarestben kiállítva

A  vállalatot 1920-ban alapították a király rendeletére. 1946-tól a Romániában is üzemeltetett szovjet repülőgépek (Li–2, Il–14, Il–18, An–2, An–24, An–26 és An–30) nagyjavítását végezte. Emellett román fejlesztésű többcélú könnyű repülőgépeket és mezőgazdasági repülőgépeket is (IAR–818, IAR–821, IAR–822) gyártott. Ott készült a IAR–827 mezőgazdasági repülőgép ötdarabos előszériája is, a sorozatgyártás azonban már a Brassói Repülőgépgyárban folyt. A vállalat 1968-ban kezdte el a brit Britten-Norman repülőgépgyár BN–2 Islander könnyű többcélú repülőgépének a licencgyártását, amivel a cég nyugati gyártástechnológiát honosított meg. Az 1980-as évek elején egy újabb brit típus, a BAC One-Eleven (BAC 1–11) licencgyártása kezdődött el. A gép licencének megvásárlásáról 1979-ben írtak alá megállapodást, majd 1982-ben elkészült az első, ROMBAC 1–11 típusjelzést kapott repülőgép, melyből 1989-ig összesen 10 darabot építettek.
A vállalatot 1990-ben átszervezték és átnevezték Romaero névre. 1994-ben a Boeinggel kötött szerződés alapján a vállalat a Boeing 737 és a Boeing 757-es utasszállító repülőgépekhez gyárt részegységeket. Emellett más nyugat-európai repülőgép-gyártási programokban is részt vesz.
A Romaero 2003-ban lett az amerikai Lockheed Martin repülőgépgyár nemzeti szervizközpontja, amely a Romániában üzemelő C–130 Hercules szállító repülőgépek  javítását is végzi.

## Tulajdonosi szerkezet
A vállalat részvényeinek többsége állami tulajdonban van. 51,9%-ot a román gazdasági minisztérium, 21%-ot az állami vagyonalap birtokol. A részvények 25,85%-a a Muntenia befektetési alap, míg 1,25%-nyi részvény egyéb kisbefektetők tulajdonában van.